# 2480 Papanov
2480 Papanov (1976 YS1) là một tiểu hành tinh vành đai chính được phát hiện ngày 16 tháng 12 năm 1976 bởi L. Chernykh ở Nauchnyj.